# Adoretus celogaster
Adoretus celogaster är en skalbaggsart som beskrevs av Gilbert John Arrow 1914. Adoretus celogaster ingår i släktet Adoretus och familjen Rutelidae. Inga underarter finns listade i Catalogue of Life.